# Carl Gustav Carus
Carl Gustav Carus (Lipsia, 3 gennaio 1789 – Dresda, 28 luglio 1869) è stato un fisiologo e pittore tedesco.

## Biografia

Mnemosyne (1848)

Amico di Johann Wolfgang von Goethe, fu un uomo dai molti lati: dottore, naturalista, scienziato, psicologo e avvocato della teoria secondo cui corpo e mente dipendono dall'equilibrio di principi antagonisti.
Pittore di paesaggi, ebbe lezioni di pittura da Julius Diez e successivamente studiò con Julius Schnorr von Carolsfeld all'accademia di pittura di Oeser. Dal 1814 al 1817 fu autodidatta per la pittura ad olio lavorando insieme a Caspar David Friedrich.
Nel 1811 si laureò dottore di medicina e ricercatore. Nel 1814 fu promosso professore di ostetricia e direttore della clinica di maternità nell'istituzione insegnante per la medicina e la chirurgia di Dresda.
Lavorò anche su teorie artistiche.
È meglio conosciuto agli scienziati per la creazione di un archetipo vertebrato, un'idea riproduttiva nello sviluppo della teoria evoluzionistica di Charles Darwin.
Sulla sua biografia è stata realizzata l'opera audiovisiva Caspar David Friedrich – Grenzen der Zeit (1986) del cineasta Peter Schamoni.

## Opere
- Carl Gustav Carus, Mnemosyne, Flammer und Hofmann, 1848.
- Carl Gustav Carus, Sicilien und Neapel, Verlags-Comptoir, 1856.
- Traduzione del primo canto del Paradiso di Dante Alighieri su academia.edu